# Final del Torneo Apertura 2006 (Chile)

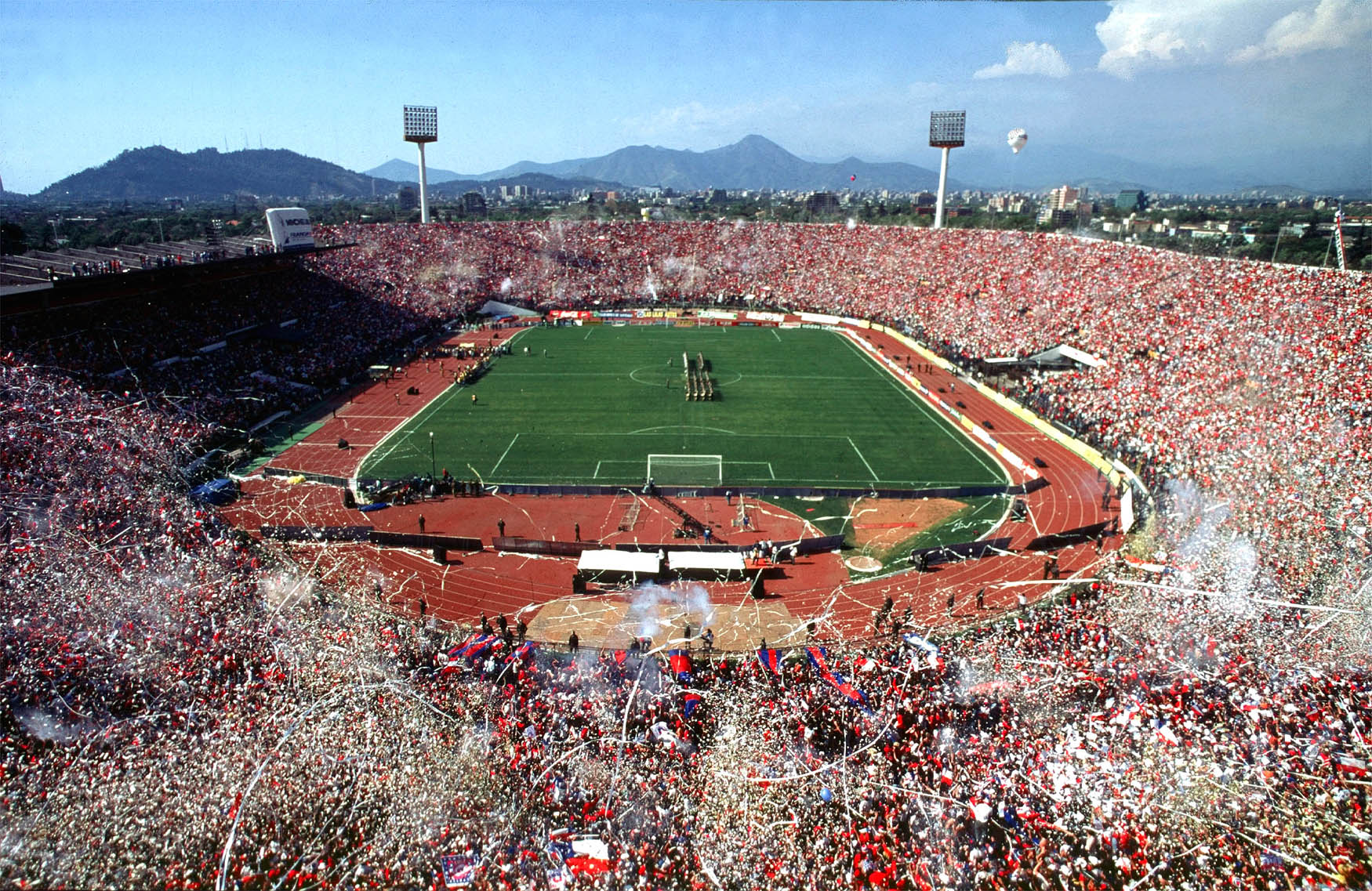
El Estadio Nacional de Santiago de Chile fue el escenario de ambos partidos en La Final soñada del Torneo Apertura 2006, entre los 2 clubes más importantes de Chile, Colo-Colo y Universidad de Chile (el denominado superclásico del fútbol chileno).

La Final del Campeonato Nacional Copa BancoEstado Apertura 2006 de la Primera División de Chile fue una serie de partidos de ida y vuelta, que se disputaron los días miércoles 28 de junio y domingo 2 de julio de 2006, y que definió al primer campeón del año del fútbol en Chile. Lo disputaron los dos ganadores de las semifinales del torneo: Colo-Colo y Universidad de Chile (el denominado superclásico del fútbol chileno), siendo protagonizada por los 2 clubes más importantes de Chile, quienes venían de vencer a Universidad de Concepción y Huachipato respectivamente, ambas finales se disputaron en el Estadio Nacional de Santiago de Chile, Colo-Colo debió ejerce de local en su estadio el Estadio Monumental, pero se encontraba suspendido debido a unos incidentes en el Superclásico del Torneo Clausura 2003 luego que el jugador azul Nelson Pinto recibiera un proyectil en el rostro por parte de la Garra Blanca (justo se encontraba cumpliendo su último año de castigo).

## Antecedentes
Desde que se instauró el sistema de campeonatos cortos con play-offs en 2002, Colo-Colo alcanzó su cuarta final, de las tres anteriores salió campeón en una sola (Clausura 2002 contra la Universidad Católica), mientras que las otras 2 las perdió contra Cobreloa en 2003. Por su parte la Universidad de Chile disputó su tercera final y, de las dos anteriores, fue campeón en una oportunidad (Apertura 2004). Ambos equipos se habían clasificado a todos los play-offs, eran la primera vez que los dos equipos más grandes de Chile se enfrentaban en "play-offs" y también su primera final desde la Copa Chile 1979, ganada por Universidad de Chile, también era la segunda vez que definían un título de Primera División desde 1959, mientras que por llaves entre ambos no se veían las caras desde las semifinales de la Copa Apertura 2000, que también fue ganada por la "U". El joven equipo albo era dirigido por Claudio Borghi, mientras que los azules eran dirigidos por Gustavo Huerta.

### Finales anteriormente jugadas entre ambos equipos
Esta era la cuarta vez que definían un título local, anteriormente se habían enfrentado en una definición 3 veces, con una leve ventaja para la U:
| Torneo                   | Campeón              | Resultado | Subcampeón           |
| ------------------------ | -------------------- | --------- | -------------------- |
| Copa de Apertura 1940    | Colo Colo            | 3 - 2     | Universidad de Chile |
| Campeonato Nacional 1959 | Universidad de Chile | 2 - 1     | Colo Colo            |
| Copa Chile 1979          | Universidad de Chile | 2 - 1     | Colo Colo            |

## Finales jugadas
| Equipo               | Finales jugadas en "Era Playoffs" |
| -------------------- | --------------------------------- |
| Colo-Colo            | 2002-C, 2003-A, 2003-C            |
| Universidad de Chile | 2004-A, 2005-C                    |

- Nota: En Negrita, finales que ganaron.

## Camino a la Final

### Colo Colo
| Colo-Colo avanzó a play-offs, primero en el Grupo C y primero en la tabla general con 40 puntos. |                           |                                               |                           |       |                           |
| 11 de junio                                                                                      | Cuartos de final (Ida)    | Estadio Santa Laura, Santiago (Independencia) | Unión Española            | 0 - 4 | Colo-Colo                 |
| 17 de junio                                                                                      | Cuartos de final (Vuelta) | Estadio Monumental, Santiago (Macul)          | Colo-Colo                 | 5 - 0 | Unión Española            |
| Colo-Colo avanzó a semifinales con un global de 9-0.                                             |                           |                                               |                           |       |                           |
| 21 de junio                                                                                      | Semifinal (Ida)           | Estadio Municipal, Concepción                 | Universidad de Concepción | 3 - 4 | Colo-Colo                 |
| 25 de junio                                                                                      | Semifinal (Vuelta)        | Estadio Monumental, Santiago (Macul)          | Colo-Colo                 | 2 - 0 | Universidad de Concepción |
| Colo-Colo avanzó a la final con un global de 6-3.                                                |                           |                                               |                           |       |                           |

### Universidad de Chile
| Universidad de Chile avanzó a play-offs, primero en el Grupo B y tercero en la tabla general con 35 puntos. |                           |                                    |                      |       |                      |
| 13 de junio                                                                                                 | Cuartos de final (Ida)    | Estadio Nacional, Santiago (Ñuñoa) | Universidad Católica | 2 - 2 | Universidad de Chile |
| 18 de junio                                                                                                 | Cuartos de final (Vuelta) | Estadio Nacional, Santiago (Ñuñoa) | Universidad de Chile | 3 - 1 | Universidad Católica |
| Universidad de Chile avanzó a semifinales con un global de 5-3.                                             |                           |                                    |                      |       |                      |
| 22 de junio                                                                                                 | Semifinal (Ida)           | Estadio Nacional, Santiago (Ñuñoa) | Universidad de Chile | 6 - 1 | Huachipato           |
| 25 de junio                                                                                                 | Semifinal (Vuelta)        | Estadio Las Higueras, Talcahuano   | Huachipato           | 2 - 2 | Universidad de Chile |
| Universidad de Chile avanzó a la final con un global de 8-3.                                                |                           |                                    |                      |       |                      |

## Estadísticas previas
Total de partidos jugados en el Torneo Apertura 2006 por ambos equipos:
| Equipos              | PJ | PG | PE | PP | GF | GC | Dif. | Pts. | Rend.  |
| -------------------- | -- | -- | -- | -- | -- | -- | ---- | ---- | ------ |
| Colo-Colo            | 22 | 17 | 1  | 4  | 69 | 25 | 44   | 52   | 78,78% |
| Universidad de Chile | 22 | 12 | 7  | 3  | 40 | 26 | 14   | 43   | 65,15% |

- Pts=Puntos; PJ=Partidos jugados; G=Partidos ganados; E=Partidos empatados; P=Partidos perdidos; GF=Goles a favor; GC=Goles en contra; Dif=Diferencia de gol; Rend=Porcentaje de rendimiento.

## Llave
|                     | vs.                          |
| Colo-Colo 2 (4) 2 0 | Universidad de Chile 2 (2) 1 |

## Desarrollo de la final
Luego de dos accesibles semifinales, se vieron las caras los 2 más grandes del fútbol chileno. En la final de ida jugada el 28 de junio de 2006 a las 16:00 horas (hora chilena) en el Estadio Nacional frente a 30 mil espectadores, Colo-Colo logró imponerse por 2-1 con doblete de Matías Fernández (la figura de la tarde), aunque no fue sencillo porque la U dio la primera estocada anotando al minuto 12 de tiro de esquina con gol de cabeza de Herly Alcázar tras mala salida de Claudio Bravo. De cara al segundo tiempo el DT albo Claudio Borghi decidió mover piezas para darle vuelta a la situación, sacando a Miguel Aceval por Álvaro Ormeño y mandando a Gonzalo Fierro a la banda izquierda para tapar la salida de Herly. Mientras transcurría el 2T poco a poco Colo-Colo se iba adueñando del balón y creando peligro con su dupla Jorge Valdivia y Matías Fernández, este último fue protagonista de la tarde al anotar los 2 goles de la remontada (el último de tiro libre -su especialidad- al 90+1).
Cuatro días después (el 2 de julio) se jugó la vuelta en el mismo estadio y la misma hora, la U a pesar de perder el primer partido no se rindió y siguió luchando para empatar el marcador, hasta que lo logró al minuto 70' tras un pase del veterano Marcelo Salas, un centro de un joven Marcelo Díaz que encontró el zapato de Luis Pedro Figueroa para anotar el 1-0 y mandar todo a lanzamientos penales. Ya en lanzamientos tanto Matías como Salas y Chupete anotaron sus penales quedando Colo-Colo 2-1 arriba de momento, después Luis Mena y Hugo Droguett fallaron para CC y la U respectivamente, en el tercer penal azul el colombiano Mayer Candelo quiso cancherear tras ver que Claudio Bravo se tiró antes de patear el penal haciendo el tiro a lo panenka, pero Bravo (quien fue la figura del encuentro) reaccionó desde el suelo y logró evitar el gol de forma felina manoteando el balón, desviándolo hacia el palo izquierdo y rebotando hacia afuera, despidiéndose de gran forma de los albos porque después de este partido partió a la Real Sociedad de España, Gonzalo Fierro se encargó de anotar el cuarto penal albo quedando los "albos" 3-1 arriba, Luis Pedro Figueroa descontó para los azules quedando 2-3 abajo y finalmente Miguel Aceval abrochó el título albo en el quinto penal anotando el 4-2 final que le dio su estrella 24 a Colo-Colo y clasificación a la Copa Libertadores 2007 como Chile 1 (también se había clasificado a la Copa Sudamericana 2006 tras acabar primero en la tabla general), rompiendo una sequía de 3 años y medio sin títulos y además en una final para la historia.

### Partido de ida
| 28 de junio de 2006, 16:00 | Universidad de Chile | 1:2 (1:0) | Colo-Colo            | Estadio Nacional, Santiago (Nuñoa)                     |                                                        |
|                            | Alcázar 13'          |           | Fernández 55', 90+1' | Asistencia: 28.804 espectadores Árbitro(s): Pablo Pozo | Asistencia: 28.804 espectadores Árbitro(s): Pablo Pozo |

| 12         | ARQ        | Miguel Pinto        |     |
| 21         | DEF        | Marcelo Díaz        |     |
| 5          | DEF        | Waldo Ponce         |     |
| 15         | DEF        | Adrián Rojas        |     |
| 23         | DEF        | Rodrigo Jara        |     |
| 22         | MED        | Luis Pedro Figueroa |     |
| 16         | MED        | Manuel Iturra       |     |
| 4          | MED        | Hugo Droguett       | 72' |
| 10         | MED        | Mayer Candelo       | 84' |
| 11         | DEL        | Marcelo Salas       |     |
| 17         | DEL        | Herly Alcázar       |     |
| Entrenador | Entrenador | Gustavo Huerta      |     |

| 1          | ARQ        | Claudio Bravo    |     |
| 18         | DEF        | Andrés González  |     |
| 22         | DEF        | Celso Ayala      |     |
| 3          | DEF        | Luis Mena        |     |
| 11         | MED        | Gonzalo Fierro   | 82' |
| 28         | MED        | Rodrigo Meléndez | 71' |
| 17         | MED        | Arturo Sanhueza  |     |
| 6          | MED        | Miguel Aceval    | 45' |
| 14         | MED        | Matías Fernández |     |
| 10         | MED        | Jorge Valdivia   |     |
| 26         | DEL        | Humberto Suazo   |     |
| Entrenador | Entrenador | Claudio Borghi   |     |

| 1  | ARQ | José Carlo Fernández |     |
| 2  | DEF | Julio Moreyra        |     |
| 6  | MED | Esteban Valencia     |     |
| 8  | MED | Patricio Ormazábal   | 72' |
| 14 | DEL | Cristián Canío       | 84' |

| 25 | ARQ | Álex Varas        |     |
| 2  | DEF | Álvaro Ormeño     | 45' |
| 23 | DEF | Arturo Vidal      | 82' |
| 15 | MED | Moisés Villarroel | 71' |
| 30 | DEL | Rodrigo Tapia     |     |

| Anotado | 13' | Herly Alcázar | 1–0 |

| Anotado | 55'   | Matías Fernández | 1–1 |
| Anotado | 90+1' | Matías Fernández | 1–2 |

| Amonestado | 38' | Manuel Iturra |  |
| Amonestado | 74' | Marcelo Díaz  |  |
| Amonestado | 87' | Rodrigo Jara  |  |

| Amonestado | 11' | Miguel Aceval  |  |
| Amonestado | 23' | Luis Mena      |  |
| Amonestado | 46' | Gonzalo Fierro |  |

| Árbitro             | Pablo Pozo        |
| Árbitros asistentes | Patricio Basualto |
| Árbitros asistentes | Julio Díaz        |

| 12         | ARQ        | Miguel Pinto        |     |
| 21         | DEF        | Marcelo Díaz        |     |
| 5          | DEF        | Waldo Ponce         |     |
| 15         | DEF        | Adrián Rojas        |     |
| 23         | DEF        | Rodrigo Jara        |     |
| 22         | MED        | Luis Pedro Figueroa |     |
| 16         | MED        | Manuel Iturra       |     |
| 4          | MED        | Hugo Droguett       | 72' |
| 10         | MED        | Mayer Candelo       | 84' |
| 11         | DEL        | Marcelo Salas       |     |
| 17         | DEL        | Herly Alcázar       |     |
| Entrenador | Entrenador | Gustavo Huerta      |     |

| 1          | ARQ        | Claudio Bravo    |     |
| 18         | DEF        | Andrés González  |     |
| 22         | DEF        | Celso Ayala      |     |
| 3          | DEF        | Luis Mena        |     |
| 11         | MED        | Gonzalo Fierro   | 82' |
| 28         | MED        | Rodrigo Meléndez | 71' |
| 17         | MED        | Arturo Sanhueza  |     |
| 6          | MED        | Miguel Aceval    | 45' |
| 14         | MED        | Matías Fernández |     |
| 10         | MED        | Jorge Valdivia   |     |
| 26         | DEL        | Humberto Suazo   |     |
| Entrenador | Entrenador | Claudio Borghi   |     |

| 1  | ARQ | José Carlo Fernández |     |
| 2  | DEF | Julio Moreyra        |     |
| 6  | MED | Esteban Valencia     |     |
| 8  | MED | Patricio Ormazábal   | 72' |
| 14 | DEL | Cristián Canío       | 84' |

| 25 | ARQ | Álex Varas        |     |
| 2  | DEF | Álvaro Ormeño     | 45' |
| 23 | DEF | Arturo Vidal      | 82' |
| 15 | MED | Moisés Villarroel | 71' |
| 30 | DEL | Rodrigo Tapia     |     |

| Anotado | 13' | Herly Alcázar | 1–0 |

| Anotado | 55'   | Matías Fernández | 1–1 |
| Anotado | 90+1' | Matías Fernández | 1–2 |

| Amonestado | 38' | Manuel Iturra |  |
| Amonestado | 74' | Marcelo Díaz  |  |
| Amonestado | 87' | Rodrigo Jara  |  |

| Amonestado | 11' | Miguel Aceval  |  |
| Amonestado | 23' | Luis Mena      |  |
| Amonestado | 46' | Gonzalo Fierro |  |

| Árbitro             | Pablo Pozo        |
| Árbitros asistentes | Patricio Basualto |
| Árbitros asistentes | Julio Díaz        |

| Estadísticas        | Universidad de Chile | Colo Colo |
| ------------------- | -------------------- | --------- |
| Tiros               | 7                    | 16        |
| Tiros al arco       | 2                    | 6         |
| Tiros al travesaño  | 0                    | 1         |
| Paradas del portero | 5                    | 1         |
| Faltas              | 22                   | 15        |
| Tiros de esquina    | 5                    | 10        |
| Fueras de juego     | 3                    | 0         |
| Tarjetas amarillas  | 3                    | 3         |
| Tarjetas rojas      | 0                    | 0         |
| Pases correctos     | 66,59%               | 70,36%    |
| Posesión del balón  | 48,66%               | 51,33%    |

### Partido de vuelta
| 2 de julio de 2006, 16:00                                                                                     | Colo-Colo                                  | 0:1 (0:0) (4:2 p.)         | Universidad de Chile                  | Estadio Nacional, Santiago (Nuñoa)                       |                                                          |
| |                                            | Reporte                    | Figueroa 70'                          | Asistencia: 61.000 espectadores Árbitro(s): Rubén Selmán | Asistencia: 61.000 espectadores Árbitro(s): Rubén Selmán |
| |                                            | Tiros desde el punto penal |                                       |                                                          |                                                          |
| | Fernández · Suazo · Mena · Fierro · Aceval |                            | Salas · Droguett · Candelo · Figueroa |                                                          |                                                          |
| Colo-Colo se impone en lanzamientos penales y se corona campeón del fútbol chileno después de 3 años y medio. |                                            |                            |                                       |                                                          |                                                          |

| 1          | ARQ        | Claudio Bravo    |     |
| 3          | DEF        | Luis Mena        |     |
| 4          | DEF        | David Henríquez  |     |
| 18         | DEF        | Andrés González  |     |
| 2          | MED        | Álvaro Ormeño    | 86' |
| 28         | MED        | Rodrigo Meléndez | 45' |
| 17         | MED        | Arturo Sanhueza  |     |
| 11         | MED        | Gonzalo Fierro   |     |
| 14         | MED        | Matías Fernández |     |
| 10         | MED        | Jorge Valdivia   |     |
| 26         | DEL        | Humberto Suazo   |     |
| Entrenador | Entrenador | Claudio Borghi   |     |

| 12         | ARQ        | Miguel Pinto        |     |
| 21         | DEF        | Marcelo Díaz        |     |
| 5          | DEF        | Waldo Ponce         |     |
| 15         | DEF        | Adrián Rojas        |     |
| 23         | DEF        | Rodrigo Jara        |     |
| 22         | MED        | Luis Pedro Figueroa |     |
| 16         | MED        | Manuel Iturra       |     |
| 4          | MED        | Hugo Droguett       |     |
| 8          | MED        | Patricio Ormazábal  | 48' |
| 11         | DEL        | Marcelo Salas       |     |
| 14         | DEL        | Cristián Canío      |     |
| Entrenador | Entrenador | Gustavo Huerta      |     |

| 25 | ARQ | Álex Varas        |     |
| 6  | DEF | Miguel Aceval     | 86' |
| 22 | DEF | Celso Ayala       |     |
| 15 | MED | Moisés Villarroel | 45' |
| 30 | DEL | Rodrigo Tapia     |     |

| 1  | ARQ | José Carlo Fernández |     |
| 2  | DEF | Julio Moreyra        |     |
| 10 | MED | Mayer Candelo        | 48' |
| 19 | MED | Eric Pino            |     |
| 7  | DEL | Daniel Pérez         |     |

| Anotado | 70' | Luis Pedro Figueroa | 0–1 |

| Matías Fernández | Acierto de penal         | 1:0 |                          |                     |
|                  |                          | 1:1 | Acierto de penal         | Marcelo Salas       |
| Humberto Suazo   | Acierto de penal         | 2:1 |                          |                     |
|                  |                          | 2:1 | Fallo de penal (Atajado) | Hugo Droguett       |
| Luis Mena        | Fallo de penal (Atajado) | 2:1 |                          |                     |
|                  |                          | 2:1 | Fallo de penal (Atajado) | Mayer Candelo       |
| Gonzalo Fierro   | Acierto de penal         | 3:1 |                          |                     |
|                  |                          | 3:2 | Acierto de penal         | Luis Pedro Figueroa |
| Miguel Aceval    | Acierto de penal         | 4:2 |                          |                     |

| Amonestado | 5'  | Andrés González |  |
| Amonestado | 38' | Arturo Sanhueza |  |

| Amonestado | 4'  | Patricio Ormazábal  |  |
| Amonestado | 12' | Adrián Rojas        |  |
| Amonestado | 22' | Marcelo Díaz        |  |
| Amonestado | 66' | Luis Pedro Figueroa |  |

| Árbitro             | Rubén Selmán     |
| Árbitros asistentes | Lorenzo Acuña    |
| Árbitros asistentes | Manuel Rodríguez |

| 1          | ARQ        | Claudio Bravo    |     |
| 3          | DEF        | Luis Mena        |     |
| 4          | DEF        | David Henríquez  |     |
| 18         | DEF        | Andrés González  |     |
| 2          | MED        | Álvaro Ormeño    | 86' |
| 28         | MED        | Rodrigo Meléndez | 45' |
| 17         | MED        | Arturo Sanhueza  |     |
| 11         | MED        | Gonzalo Fierro   |     |
| 14         | MED        | Matías Fernández |     |
| 10         | MED        | Jorge Valdivia   |     |
| 26         | DEL        | Humberto Suazo   |     |
| Entrenador | Entrenador | Claudio Borghi   |     |

| 12         | ARQ        | Miguel Pinto        |     |
| 21         | DEF        | Marcelo Díaz        |     |
| 5          | DEF        | Waldo Ponce         |     |
| 15         | DEF        | Adrián Rojas        |     |
| 23         | DEF        | Rodrigo Jara        |     |
| 22         | MED        | Luis Pedro Figueroa |     |
| 16         | MED        | Manuel Iturra       |     |
| 4          | MED        | Hugo Droguett       |     |
| 8          | MED        | Patricio Ormazábal  | 48' |
| 11         | DEL        | Marcelo Salas       |     |
| 14         | DEL        | Cristián Canío      |     |
| Entrenador | Entrenador | Gustavo Huerta      |     |

| 25 | ARQ | Álex Varas        |     |
| 6  | DEF | Miguel Aceval     | 86' |
| 22 | DEF | Celso Ayala       |     |
| 15 | MED | Moisés Villarroel | 45' |
| 30 | DEL | Rodrigo Tapia     |     |

| 1  | ARQ | José Carlo Fernández |     |
| 2  | DEF | Julio Moreyra        |     |
| 10 | MED | Mayer Candelo        | 48' |
| 19 | MED | Eric Pino            |     |
| 7  | DEL | Daniel Pérez         |     |

| Anotado | 70' | Luis Pedro Figueroa | 0–1 |

| Matías Fernández | Acierto de penal         | 1:0 |                          |                     |
|                  |                          | 1:1 | Acierto de penal         | Marcelo Salas       |
| Humberto Suazo   | Acierto de penal         | 2:1 |                          |                     |
|                  |                          | 2:1 | Fallo de penal (Atajado) | Hugo Droguett       |
| Luis Mena        | Fallo de penal (Atajado) | 2:1 |                          |                     |
|                  |                          | 2:1 | Fallo de penal (Atajado) | Mayer Candelo       |
| Gonzalo Fierro   | Acierto de penal         | 3:1 |                          |                     |
|                  |                          | 3:2 | Acierto de penal         | Luis Pedro Figueroa |
| Miguel Aceval    | Acierto de penal         | 4:2 |                          |                     |

| Amonestado | 5'  | Andrés González |  |
| Amonestado | 38' | Arturo Sanhueza |  |

| Amonestado | 4'  | Patricio Ormazábal  |  |
| Amonestado | 12' | Adrián Rojas        |  |
| Amonestado | 22' | Marcelo Díaz        |  |
| Amonestado | 66' | Luis Pedro Figueroa |  |

| Árbitro             | Rubén Selmán     |
| Árbitros asistentes | Lorenzo Acuña    |
| Árbitros asistentes | Manuel Rodríguez |

| Estadísticas        | Colo Colo | Universidad de Chile |
| ------------------- | --------- | -------------------- |
| Tiros               | 7         | 10                   |
| Tiros al arco       | 2         | 3                    |
| Tiros al travesaño  | 0         | 1                    |
| Paradas del portero | 2         | 2                    |
| Faltas              | 25        | 21                   |
| Tiros de esquina    | 4         | 5                    |
| Fueras de juego     | 3         | 2                    |
| Tarjetas amarillas  | 2         | 4                    |
| Tarjetas rojas      | 0         | 0                    |
| Pases correctos     | 61,83%    | 65,47%               |
| Posesión del balón  | 45,59%    | 54,40%               |

## Campeón
|                               |
|                               |
| Campeón Colo-Colo 24.º título |
|                               |

## Datos
- Con su nueva estrella, Colo-Colo logró su 24º campeonato nacional, volviendo a salir campeón del fútbol chileno tras 3 años y medio, además se clasificó a la Copa Libertadores 2007 como Chile 1 (quinta participación consecutiva).
- Fue la 12º definición de un título de Primera División en el Estadio Nacional y la segunda consecutiva.
- Respecto a definiciones entre ambos, esta fue la cuarta final que jugaron, la tercera en el Nacional (1959 y 1979) y la primera que lograban ganar los "albos" en el recinto de Ñuñoa, cobrándose revancha también de lo ocurrido en 1959 (hasta ese entonces única definición entre ambos por Primera División).
- El delantero chileno Humberto Suazo finalizó como goleador del torneo con 19 anotaciones.